# فريدريك لارسون
فريدريك لارسون (بالألمانية: Fredrik Larsson) (و. 1984  م) هو لاعب كرة يد، من السويد، ولد في خوفدة.

## روابط خارجية
- فريدريك لارسون على موقع الاتحاد الأوروبي لكرة اليد (الإنجليزية)
- فريدريك لارسون على موقع نادي كيل لكرة اليد (الألمانية)